# Office of Special Affairs

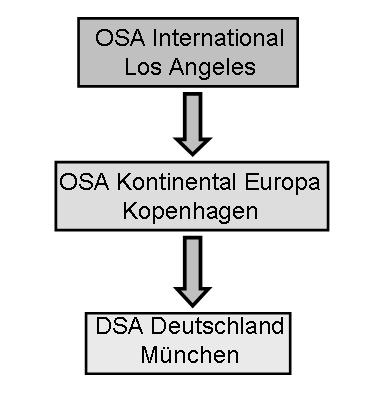
Die Strukturebenen der OSA.

Das Office of Special Affairs (kurz OSA; deutsch Büro für spezielle Angelegenheiten) ist ein mit rechtlichen und nachrichtendienstlichen Aufgaben betrautes Netzwerk innerhalb der Scientology-Organisation. Es dient besonders der Unterdrückung und Überwachung von Kritikern der Scientology-Kirche.

## Geschichte

### Entstehung
Bereits in den 1950er Jahren regte sich Widerstand gegen Scientology. Zur Verteidigung seiner Kirche propagierte L. Ron Hubbard deshalb die Einrichtung eines Nachrichtendienstes. Dieses sollte Kritiker, aber auch Anhänger von Scientology überwachen. Aufgrund dieses Vorschlages wurde 1960 das Department of Government Affairs gegründet. Diese Abteilung entlastete die Scientology-Gemeinden von Steuer- und Rechtsangelegenheiten. Gleichzeitig sollte das Department of Government Affairs auch versuchen, aktiv die Regierungsgeschäfte der USA zu beeinflussen. 1961 ging das Department of Government Affairs im neu gegründeten Department of Special Affairs auf. Durch die 1966 gebildete Public Investigation Section wurden auch zahlreiche professionelle Ermittler zum Ausspionieren von Kritikern angeworben.

### Guardian Office (1966–1983)
1966 wurden das Department of Government Affairs und die Public Investigation Section unter dem Dach des Guardian Office (GO) vereint. Die Hauptzentrale dieser Organisation lag in Saint Hill Manor (East Grinstead) bei London. Dieser Organisation stand der sogenannte Guard vor. Ab 1966 war dies Mary Sue Hubbard, die dritte Ehefrau von Hubbard. 1969 wurde sie von Jane Kember abgelöst. Für Mary Sue Hubbard entstand mit dem Controller eine Position über dem Guard. Während der 1970er Jahre wurden zunehmend Scientology-Gegner vom Guardian Office verfolgt und staatliche Institutionen wurden teilweise infiltriert. Nach Durchsuchungen in Scientology-Kirchen und der Verurteilung von Mary Sue Hubbard etablierte sich um David Miscavige eine neue Generation an der Spitze von Scientology. Miscavige gründete 1982 unter anderem das Religious Technology Center in Los Angeles.

### Office of Special Affairs ab 1983
Scientology betrachtete die Skandale rund um das Guardian Office als Verirrungen einzelner Mitglieder. Um das Image von Scientology aufzupolieren, wurde das Guardian Office aufgelöst und das Office of Special Affairs (OSA) als Nachfolgeorganisation gegründet. Hauptzentrale dieser Organisation ist das Religious Technology Center. Seitdem kam es zu keinen größeren Skandalen. Jedoch weisen Scientology-Aussteiger darauf hin, dass das Office of Special Affairs die Methoden von Guardian Office übernommen habe. Allein die Durchführung von diversen Aktionen wäre professioneller. Nach Angaben des Landesamtes für Verfassungsschutz Baden-Württemberg liegt die Hauptaufgabe der OSA bei der Bekämpfung von Kritikern mithilfe geheimdienstlicher Mittel.

## Struktur
Die Vorläuferorganisation Guardian Office bestand aus sechs Abteilungen: Servicebüro, Informationsabteilung, Presse- und Öffentlichkeitsamt, Rechtsamt, Finanzabteilung und Büro für Soziale Koordination. Die nachrichtendienstlich tätige Organisation war die Informationsabteilung. Sie bestand aus einer Unterabteilung zur Datenerfassung und einem weiteren Büro zur internen Sicherheit bzw. Mitgliederüberwachung. Die Gliederung wurde vom Office of Special Affairs übernommen, allein die Finanzabteilung wurde ausgegliedert.
Das Office of Special Affairs unterliegt einer hierarchischen Struktur, vom Hauptsitz in Los Angeles bis zu lokalen Vertretungen. Die Länderabteilungen unterstehen dabei nicht der jeweiligen nationalen Organisation, sondern der Zentrale um David Miscavige in den USA. Die deutsche Vertretung der OSA befindet sich in München und trägt den Namen Department of Special Affairs (DSA). Mit der DSA verflochten ist unter anderem die KVPM.

## Methoden
Scientology weist die Bezeichnung Nachrichtendienst für das Office of Special Affairs stets zurück. Es diene nur der Sammlung von Daten zur Verteidigung von Scientology gegen seine Kritiker. Diese Overt Data Collection wird von Beginn an von Scientology betrieben. Es werden dabei vor allem Medienberichte über Scientology gesammelt, ausgewertet, archiviert und mit Querverweisen versehen. Auch werden Veranstaltungen von Scientology-Gegnern gezielt besucht. Darüber hinaus bediente sich Scientology vor allem in den 70er Jahren der Covert Data Collection. Dabei werden Kritiker systematisch unter Verwendung halblegaler Methoden ausspioniert. Vom Durchsuchen des Hausmülls bis zu vorgeblichen Interviews mit Kritikern reicht das Spektrum der OSA-Aktivitäten.
Dass es sich beim OSA nicht nur um eine rein defensiv ausgerichtete Organisation handelt, zeigen auch die Ausbildungsprogramme für OSA-Anwärter auf. Darin werden moderne Methoden der Geheimdienste (Ermittlungen, Infiltration etc.) erörtert. Pflichtlektüre für OSA-Agenten sind zudem Die Kunst des Krieges von Sun Tzu und Vom Kriege des preußischen Generals Carl von Clausewitz.
Seit den 1960er Jahren werden zudem verschiedene gezielte Operationen gegen Kritiker durchgeführt. Eine Grundlage dafür war das von Hubbard formulierte Fair-Game-Gesetz (1965). Danach werden besonders aggressive Gegner aus Sicht von Scientology für vogelfrei erklärt. Das „Gesetz“ wurde kurz darauf aufgrund der schlechten PR offiziell wieder zurückgezogen, jedoch galt dies nur für den Namen und nicht für die darin formulierten Praktiken. Heutzutage bestreiten führende Scientologen, dass diese Vorgabe des Gründers noch angewendet wird, Aussteiger und Kritiker behaupten allerdings das Gegenteil.
Auch wurde von Hubbard die Operation Schneewittchen ins Leben gerufen. Danach sollten Scientologen die Regierungs- und Justizbehörden infiltrieren. Bei den Razzien 1977 wurde aufgedeckt, dass Scientologen Zugang zu gesicherten Bereichen des US-Justizministeriums und Polizeidienststellen in Kanada unterwandert hatten.

## Durchgeführte Operationen
- Am bekanntesten ist die Verfolgung von Paulette Cooper, die 1971 das Buch mit dem Titel The Scandal of Scientology schrieb. Mit der Operation Freakout versuchte das Guardian Office Cooper aus der Gesellschaft zu beseitigen und zu zersetzen, insbesondere durch die Vortäuschung einer Straftat mit anschließender Verurteilung oder durch Einschüchterungsversuche und Erniedrigungen, um die Einlieferung Coopers in eine psychiatrische Klinik zu erwirken.

- Im Rahmen der sogenannten Operation Snow White begann 1973 unter Leitung von Mary Sue Hubbard die größte bekannt gewordene Spionage- und Infiltrationsoperation gegen Kritiker, in- und ausländische Behörden und Regierungseinrichtungen. Es erfolgten Einbrüche in die Räume u. a. des Internal Revenue Service, der Federal Trade Commission, der Drug Enforcement Administration und verschiedener Ministerien, um Abhörgeräte anzubringen, Akten zu stehlen oder zu verändern. Ein Scientology-internes Dokument listet allein 136 Ziele auf. Bis zu 5.000 Agenten wurden in Behörden, ausländische Botschaften und Konsulate und private Institutionen eingeschleust.[2][3]

- 1976 wurden zwei Scientologen mit gefälschten Papieren im US-Justizministerium festgenommen. Dies war der Auftakt einer umfangreichen Untersuchung seitens des FBI. Es stellte sich heraus, dass die US-Steuerbehörde vom Guardian Office überwacht wurde. Dies war vor allem deshalb brisant, weil diese Behörde zu entscheiden hatte, ob Scientology eine Bona-Fide-Religion ist und damit Anspruch auf Steuerbefreiung hat. In den Zentralen in Los Angeles und Washington fand man 1977 zahlreiche vertrauliche Regierungsdokumente, Einbruchswerkzeug und elektrische Überwachungsgeräte. Führende Mitglieder wurden daraufhin unter anderem wegen Bildung einer kriminellen Vereinigung angeklagt.

- Der bekannteste Aussteiger von Scientology ist Gerald Armstrong. Er beschreibt unter anderem Straflager von Scientology, in denen er Mitte der 1970er Jahre wegen „Ungehorsams“ einsitzen musste. Nach seinem Ausstieg 1981 wurde er seitens Scientologys von Prozessen überzogen. Schließlich wurde ihm gerichtlich unter Androhung von 650.000 US-Dollar Strafe verboten öffentlich über Scientology zu sprechen. Heute ist er als Berater für Scientology-Aussteiger tätig, wird nach eigenen Angaben jedoch nach wie vor rund um die Uhr von OSA überwacht.

- Seit Anfang der 1980er Jahre wurde die US-Steuerbehörde zu einem der Hauptangriffspunkte des OSA. Beamte wurden beschattet, Korruptionsfälle aufgedeckt und die ganze Behörde mit Prozessen überhäuft. 1993 wurde dieser jahrelange „Kampf“ gewonnen, denn das Amt erwirkte die Befreiung von der Umsatzsteuer. Dieses Urteil sollte eine Art Präzedenzfall schaffen, damit alle weiteren Staaten Scientology als Religion anerkennen. Dementgegen wird Scientology in Deutschland weiterhin nicht als Religion eingeordnet, weshalb das OSA einige Kampagnen startete, in denen die Nichtanerkennung des Religionsstatus mit der Verfolgung der Juden im Dritten Reich verglichen wurde.